# Грамматическая школа (значения)
Граммати́ческая шко́ла:
- в системах народного образования:

1. В Древних Афинах — начальная школа для мальчиков 7—12 лет с преподаванием: чтения, письма, счёта[1].
2. В Древнем Риме — следующая за начальной (элементарная школа) ступень (тж. „повышенная школа“) для детей патрициев и всадников (лат. equites) с преподаванием: латинской грамматики, римской литературы и греческого языка[1].
3. В Великобритании — тип школ, исторически (с VII века) сосредотачивавшихся на преподавании античных языков и литературы, и преобразованных в XIX–начале XX века из сословных школ английской аристократии в один из конструктивных элементов системы народного образования. В последнем качестве в XIX–XX вв. развиваются и в странах Содружества. См. Грамматическая школа (Великобритания).
4. В России — школы, существовавшие в XVII в. при некоторых монастырях с преподаванием: греческой и латинской грамматики и античной литературы[1].

- в языкознании — школа (система теорий) в лингвистике. Ср.: Ленинградская грамматическая школа.